# Hugo Vrielynck
Hugo Vrielynck (Brugge, 22 juni 1910 - 3 april 1990) was een Belgisch journalist, schrijver en organisator.

## Levensloop
Vrielynck was een zoon van Arthur Vrielynck (1877-1918) en Pauline Wenmaekers. Zijn vader was schilder van impressionistische stadsgezichten en landschappen. Op het einde van de Eerste Wereldoorlog vond hij de dood tijdens een luchtbombardement, terwijl hij aan het Zuidervaartje zat te schilderen.
Hugo promoveerde tot licentiaat in de economische wetenschappen aan de Rijksuniversiteit Gent. Hij werd journalist.
Zijn eerste literaire activiteit bestond er in toneelstukken te schrijven voor de Brugse studentenverenigingen, voor wie hij ook revues organiseerde. Hij was ook stichter en redacteur van Seinen, jongerentijdschrift voor literaire en economische aangelegenheden (1931-1932).
Tijdens het interbellum was hij lid van het literaire informele genootschap De Maffia. Hij werd vanaf 1935 hoofdredacteur van het Vlaams Weekblad, het weekblad voor leden van de socialistische vakbonden en ziekenbonden van het arrondissement Brugge, opgericht door Achiel Van Acker.
Na de oorlog werd hij persattaché bij eerste minister Achiel Van Acker en vervolgens bij justitieminister Alfons Vranckx. Hij werd nadien de public relations-verantwoordelijke van de Rijksuniversiteit Gent.
In 1976, pas gepensioneerd, stichtte hij in Brugge, samen met schepen Marie-Louis Maes-Van Robaeys, de Universiteit voor de Derde Leeftijd.
Hij stond zijn leven lang bekend als grote liefhebber van kleinvee, in de eerste plaats van angorakonijnen. In 1938 was hij medestichter van de Brugse Angoraclub. Tijdens de Tweede Wereldoorlog was hij voorzitter van de Angorakweekers Groot-Brugge. Na de oorlog was hij een van de verantwoordelijken van de Brugse Angoraclub, die in haar lokaal De Groote Tijger in de Moerstraat met regelmaat keuringen en kleine tentoonstellingen organiseerde (tot in 1968). In de socialistische krant Vooruit verzorgde hij lange jaren de wekelijkse rubriek 'Pels en Pluim', waarvoor hij vanaf 1962 overal bij fokkers van rasdieren op bezoek ging. Ook aan het Brugsch Handelsblad leverde hij bijdragen. Van 1949 tot 1952 gaf hij onder de naam Veredeling een eigen tijdschrift uit, gewijd aan het angorakonijn.

## Publicaties
- Plage, gedichten, Brugge, 1932.
- De droom aan 't Lijf, dramatische drieakter, z.d.
- Pensejagersleven, roman, 1938.
- Brugsche Begijnhoflegende rond Memling, 1939.
- Brugsche legenden, Brugge, De Reyghere, 1940.
- Legenden uit Brugge en elders, Brussel, Westerling, z.d.
- Pels en Pluim, gids voor konijnen- krielen- en sierduivenliefhebbers, 1966.

Maurits Van Coppenolle schreef dat Vrielynck ook een biografie schreef van Stendhal en een vergelijkende studie over Hamburg, Parijs en Brugge. Waarschijnlijk werden deze geschriften nooit gepubliceerd.